# Anton Jakob Petrini
Anton Jakob Petrini, född 1745, död 4 september 1806, var en svensk oboist.

## Biografi
Anton Jakob Petrini föddes 1745. Han blev 1782 anställd som oboist vid Kungliga Hovkapellet i Stockholm och slutade där på 1790-talet. Petrini var gift med Christina Sjöberg (1764-1797). Han avled 4 september 1806.